# Euploea aenea
Euploea aenea är en fjärilsart som beskrevs av Butler 1882. Euploea aenea ingår i släktet Euploea och familjen praktfjärilar. Inga underarter finns listade i Catalogue of Life.